# Papa
Papa, pappa, pap, pappie, paps en pa is de naam die veelal door kinderen wordt gebruikt voor hun vader.

## Etymologie
De vorm van het woord is in veel talen ongeveer gelijk. De Franse onderzoekers Pierre Bancel en Alain Matthey de L'Etang, die dit in 2004 onderzochten meenden, dat het woord 50.000 tot 100.000 jaar oud is. Ook in het Oudgrieks kwam pappas (geschreven als πάππας) al voor. Een uitzondering vormt in dit opzicht het Engels, waar dad[dy] het meest gangbare equivalent van "papa" is.
De oorsprong van het woord ligt vooral fonetisch, aangezien de klank, net als bij mama, een van de makkelijkst te maken klanken voor kleine kinderen is. Daarom is mama of papa veelal het eerste woord dat een kind kan uitspreken. Volgens Don Ringe is het woord samen met het woord mama mogelijk het eerste bewust beleefde eigen geluid van baby's.
In een aantal talen (zoals Arabisch) is de 'p' moeilijk uit te spreken, dan wordt het bijvoorbeeld 'baba'.

## Andere betekenissen
Papa (vader) is het Latijnse, Italiaanse, Spaanse, Catalaanse en Portugese woord waarmee de paus wordt aangeduid.
Papa is in het internationale spellingsalfabet het woord voor de letter "P".